# Mes autres vies de chien
Série
Mes vies de chien
(2017)
Pour plus de détails, voir Fiche technique et Distribution.
Mes autres vies de chien, ou Mes voyages de chien au Québec (titre original : A Dog's Journey), est une comédie dramatique américaine réalisée par Gail Mancuso et sortie en 2019. 
Ce film est la suite de Mes vies de chien (A Dog's Purpose), réalisé par Lasse Hallström et sorti en 2017.

## Synopsis
Bailey, un bon vieux chien, vit tranquillement avec son maître Ethan, la femme de celui-ci Hannah, leur belle-fille Gloria et leur petite fille CJ. Mais Gloria, qui n’est pas une femme stable et qui n’aime pas les chiens, déménage avec CJ. Peu après, Bailey succombe à la maladie, et se réincarne en Molly, un magnifique beagle. Il va alors tout faire pour retrouver CJ afin de la protéger et lui apporter le bonheur qu'elle mérite.

## Fiche technique
- Titre original : A Dog's Journey
- Titre français : Mes autres vies de chien
- Titre québécois : Mes voyages de chien
- Réalisation : Gail Mancuso
- Scénario : W. Bruce Cameron, Maya Forbes, Cathryn Michon et Wallace Wolodarsky, d'après l'œuvre de W. Bruce Cameron
- Photographie : Rogier Stoffers
- Montage : Robert Komatsu
- Musique : Mark Isham
- Décors : Stephen Arndt
- Costumes : Patricia J. Henderson
- Producteur : Gavin Polone
  - Producteur délégué : Luyuan Fan, Lasse Hallström, Seth William Meier et Wei Zhang
- Sociétés de production : Walden Media, Amblin Entertainment et Alibaba Pictures
- Société de distribution : Universal Pictures
- Pays d'origine :  États-Unis
- Langue originale : anglais
- Format : couleur
- Genre : Comédie dramatique
- Durée : 108 minutes
- Dates de sortie :
  - Royaume-Uni : 3 mai 2019
  - Canada et États-Unis : 17 mai 2019
  - Belgique et France : 21 août 2019

## Distribution
- Josh Gad (VF : Christophe Lemoine ; VQ : Olivier Visentin) : Bailey
- Dennis Quaid (VF : Bernard Lanneau ; VQ : Benoît Rousseau) : Ethan
- Marg Helgenberger (VF : Emmanuèle Bondeville ; VQ : Valérie Gagné) : Hannah Montgomery
- Kathryn Prescott (VF : Laëtitia Coryn ; VQ : Dominique Laniel) : Clarity June « CJ »
- Jake Manley (VF : Julien Crampon) : Shane
- Henry Lau (VF : Adrien Larmande ; VQ : Kevin Houle) : Trent
- Betty Gilpin (VF : Ingrid Donnadieu ; VQ : Manon Leblanc) : Gloria
- Abby Ryder Fortson (VF : Kaycie Chase ; VQ : Jade Brind'Amour) : CJ jeune
- Ian Chen (VF : Fanny Bloc) : Trent jeune
- Johnny Galecki (VF : Jérémy Bardeau) : Henry
- Victoria Sánchez : Andi
- Nancy Sorel : la propriétaire de Ringo
- Jeff Roop : Richard

 Source et légende : version française (VF) sur RS Doublage et version québécoise sur Doublage.qc.ca